# Tutto qua
Tutto qua è un album di Fabio Concato, pubblicato nel 2012 su etichetta e distribuzione Halidon e di edizione EMI Music. I testi e le musiche sono di Fabio Concato. Il disco è stato arrangiato da Ornella d'Urbano.

## Tracce
1. L'altro di me
2. Stazione Nord
3. Tutto qua
4. Papier Mais
5. Carlo che sorride
6. Se non fosse per la musica
7. Non smetto di aspettarti
8. Breve racconto di moto
9. Il filo
10. Sant'Anna (di Stazzema)
11. Un trenino nel petto

## Classifiche
| Classifica | Posizione massima |
| ---------- | ----------------- |
| Italia     | 14                |

## Formazione
- Fabio Concato – voce
- Ornella D'Urbano – tastiera, programmazione, pianoforte, organo Hammond
- Gabriele Palazzi Rossi – batteria
- Stefano Bollani – pianoforte
- Stefano Casali – basso
- Massimo Luca – chitarra acustica
- Larry Tomassini – chitarra acustica, chitarra elettrica
- Pier Carlo Penta – tastiera, programmazione, pianoforte, organo Hammond
- Toti Panzanelli – chitarra acustica, chitarra elettrica
- Daniele Marzi – batteria
- Mauro Mussoni – contrabbasso
- Simone Grizi – violino
- Laura Barcelli – violino
- Aldo Zangheri – viola
- Antonio Coloccia – violoncello
- Simone La Maida – sax alto
- Amedeo Bianchi – clarinetto
- Luigi Ferrara – armonica
- Costantino Brigliadori - chalumeau